# Carmelopodus
Carmelopodus — іхнорід тероподних динозаврів. Вважається, що вони належать до базальних цератозаврів через їхню схожість із слідами абелізаврів. У 2016 році було знайдено великий слід із ранньої юри Марокко, що належить Carmelopodus sp. За оцінками, він належав особині довжиною 8 м і вагою 1,65 тонни. Інший слід із середньої юри США, що належить до типового виду Carmelopodus untermanorum, має розмір 4 см і був зроблений особиною довжиною 68 см і вагою 1 кг.